# 보개원삼로
보개원삼로(Bogaewonsam-ro)는 경기도 안성시 안성동 봉산로터리에서 용인시 처인구 원삼면 가재월사거리를 잇는 21.8km 도로이다.

## 주요경유지
- 안성시 (안성동 . 보개면) - 용인시 (원삼면)

## 노선
| 이름                  | 접속 노선                                                       | 소재지 | 소재지 | 비고                                                    |
| --------------------- | --------------------------------------------------------------- | ------ | ------ | ------------------------------------------------------- |
| 안성로터리            | 지방도 제302호선 (진안로) 지방도 제325호선 장기로 시청길 낙원길 | 안성시 | 안성동 |                                                         |
| 가사삼거리            | 삼거리길 가사길                                                 | 안성시 | 안성동 | 지방도 제325호선구간                                    |
| 보개농협삼거리        | 비봉로                                                          | 안성시 | 안성동 | 지방도 제325호선구간                                    |
| 가사 교차로           | 국도 제38호선 (서동대로)                                        | 안성시 | 안성동 | 지방도 제325호선구간                                    |
| 신장교                |                                                                 | 안성시 | 보개면 | 지방도 제325호선구간                                    |
| 남풍교                |                                                                 | 안성시 | 보개면 | 지방도 제325호선구간                                    |
| 동평교                |                                                                 | 안성시 | 보개면 | 지방도 제325호선구간                                    |
| 서삼삼거리            | 국가지원지방도 제70호선 (고삼호수로)                            | 안성시 | 보개면 | 국가지원지방도 제57호선, 국가지원지방도 제70호선과 중복 |
| 천주교공원묘지 교차로 | 국가지원지방도 제70호선 (보삼로)                                | 안성시 | 보개면 | 국가지원지방도 제57호선, 국가지원지방도 제70호선과 중복 |
| 목신교                |                                                                 | 용인시 | 원삼면 | 국가지원지방도 제57호선구간                             |
| 후동교삼거리          | 보개원삼로1569번길                                              | 용인시 | 원삼면 | 국가지원지방도 제57호선구간                             |
| 청룡학생수련원        |                                                                 | 용인시 | 원삼면 | 국가지원지방도 제57호선구간                             |
| 청룡교                |                                                                 | 용인시 | 원삼면 | 국가지원지방도 제57호선구간                             |
| 청용마을입구사거리    | 어현로 보개원삼로1620번길                                       | 용인시 | 원삼면 | 국가지원지방도 제57호선구간                             |
| 독성 교차로           | 지방도 제318호선 (이원로)                                       | 용인시 | 원삼면 | 국가지원지방도 제57호선, 지방도 제318호선 중복          |
| 원삼1 교차로          | 국가지원지방도 제57호선 (원양로)                                | 용인시 | 원삼면 | 국가지원지방도 제57호선, 지방도 제318호선 중복          |
| 원삼2 교차로          | 지방도 제318호선 (백원로)                                       | 용인시 | 원삼면 | 지방도 제318호선구간                                    |
| 중터교                |                                                                 | 용인시 | 원삼면 |                                                         |
| 가재월1교             |                                                                 | 용인시 | 원삼면 |                                                         |
| 가재월사거리          | 국도 제17호선 (죽양대로)                                        | 용인시 | 원삼면 |                                                         |

## 주요 건물및 시설
- 한국국토정보공사 안성지사 (보개원삼로 47/가사동 123-2)
- HD현대오일뱅크 안성현대주유소 (보개원삼로 48/가사동 133-3)
- 현대자동차 블루핸즈이화자동차 서비스 (보개원삼로 85/가사동 103-9)
- 농협 보개농협 본점(보개원삼로 97/가사동 91-9)
- 농협 보개농협하나로마트 (보개원삼로 110/가사동 74-5)
- 세븐일레븐 안성가사점 (보개원삼로 212/가사동 5-7)
- 티스테이션 안성맞춤점 (보개원삼로 216/가사동 5-4)
- 안성맞춤셀프세차장(보개원삼로 216/가사동 5-4)
- 보개약국 (보개원삼로 257/불현리 82-3)
- S-OIL 보개농협주유소 (보개원삼로 289/불현리 76-2)
- 세븐일레븐 안성보개점 (보개원삼로 383/기좌리 247-2)
- 서삼초등학교 (보개원삼로 1001/남풍리 1070)
- SK에너지 칠성주유소 (보개원삼로 1144/북가현리 590-1)
- 세븐일레븐 북가현점 (보개원삼로 1156/북가현리 546)
- HD현대오일뱅크 블루원주유소 (보개원삼로 1536/목신리 406)